# 유년
청하왕 유년(淸河王 劉年, ? ~ ?) 또는 유연년(劉延年)은 중국 전한의 황족·제후왕으로, 청하왕이다. 청하경왕 유탕의 아들이다.

## 생애
본시 4년(기원전 70)에 아버지가 죽자 뒤를 이어 청하나라 왕이 됐다.
유년은 태자 시절에 친여동생 유칙(劉則)과 사통한 적이 있었는데, 지절 연간에 기주자사 임(林)이 이를 상주하였다. 한편 왕이 된 후 유칙은 유년의 아들을 낳았고, 유칙의 남편이 키우지 못하게 해 아이를 궁중으로 들여 유년 · 유칙 남매의 어머니 경태후(頃太后)에게 맡기려고 했다. 청하국의 재상은 이를 저지했고, 유년은 작은아버지들에게 왕래하며 유칙을 맞아들이게 했다.
결국 지절 4년(기원전 66년) 12월, 유년은 음란의 죄목으로 왕위를 잃고 방릉(房陵)으로 유배되어 탕목읍 1백 읍을 받았다. 청하국은 폐지되어 청하군이 되었다.